# Phalacrotophora appendicigera
Phalacrotophora appendicigera är en tvåvingeart som beskrevs av Borgmeier 1924. Phalacrotophora appendicigera ingår i släktet Phalacrotophora och familjen puckelflugor. Inga underarter finns listade i Catalogue of Life.